# Mercedes-Benz W 08
Mercedes-Benz W08 (Nürburg) byl první luxusní osobní automobil Mercedes-Benz s osmiválcovým motorem. Byl představen na podzim roku 1928 na pařížském autosalonu. Byl vyráběn v různých úpravách a modernizacích až do léta 1939, čímž se z něj stal nejdéle vyráběný model Mercedes-Benz dvacátých a třicátých let.

## Typ Nürburg 460 (1928–1929)
Vůz byl vyvinut Ferdinandem Porsche, který přešel do firmy z rakouské pobočky Austro-Daimler v roce 1923. Byl členem představenstva odpovědným za vývoj nových produktů. Nový osmiválcový Mercedes-Benz se měl stát vážným konkurentem luxusních vozů firmy Horch 8, a Porsche s prací velmi spěchal. Vůz měl tradiční podvozek (Hochbett), u kterého je rám umístěn nad nápravami. V té době už novější konstrukce používaly modernější konstrukci podvozku (Tiefbett). V roce 1928 prototyp Mercedes-Benz W08 vypadal staromódně vysoký.
Vůz byl poháněn řadovým osmiválcem o obsahu 4622 cm³, jehož maximální výkon byl 80 k (59 kW) při 3400 ot/min, což umožňovalo maximální rychlost 100 km/h. Kola byla loukoťová na tuhých nápravách vpředu i vzadu, nápravy byly odpruženy eliptickými listovými pery. Auto mělo mechanické brzdy s posilovačem Bosch-Dewandre.
Vůz se velikostí přibližoval vozu Horch 8, který byl v podstatě vzorem pro jeho vývoj. Limuzína Horch, model 1928 byla 5000 mm dlouhá a vážila 2100 kg (samotný podvozek 1400 kg). Limuzína Mercedes-Benz Nürburg 460 byla dlouhá 4890 mm, která se prodloužila na 5200 mm přidáním zadního kufru. Mercedes vážil 2 150 kg (samotný podvozek 1550 kg). Obě auta měla impozantní výšku 1900 mm i když firma Horch přešla v roce 1926 na nižší konstrukci podvozku. Auta byla široká 1765 mm a 1760 mm .
Limuzína se prodávala v roce 1928 za cenu okolo 15 000 marek, šestimístný model typu "Torpedo" (s plátěnou střechou) stál přibližně 14 000 marek a čtyřdveřový "Cabriolet D" pak 17 500 marek. Byl vyráběn i dvoudveřový kabriolet se zkráceným rozvorem z 3670 mm na 3430 mm.
Velký, staromódní a velmi drahý Mercedes-Benz W08 model 1928 našel jen několik zákazníků a proto byl nahrazen příští rok elegantnější verzí s nižším podvozkem. Technickému řediteli Porschemu nebyla na konci roku 1928 obnovena smlouva. Společnosti trvalo údajně šest let než prodala za zvýhodněné ceny zásoby modelu Nürburg 460 vyrobené v roce 1928.

## Typ Nürburg 460/460 K (1929–1932)

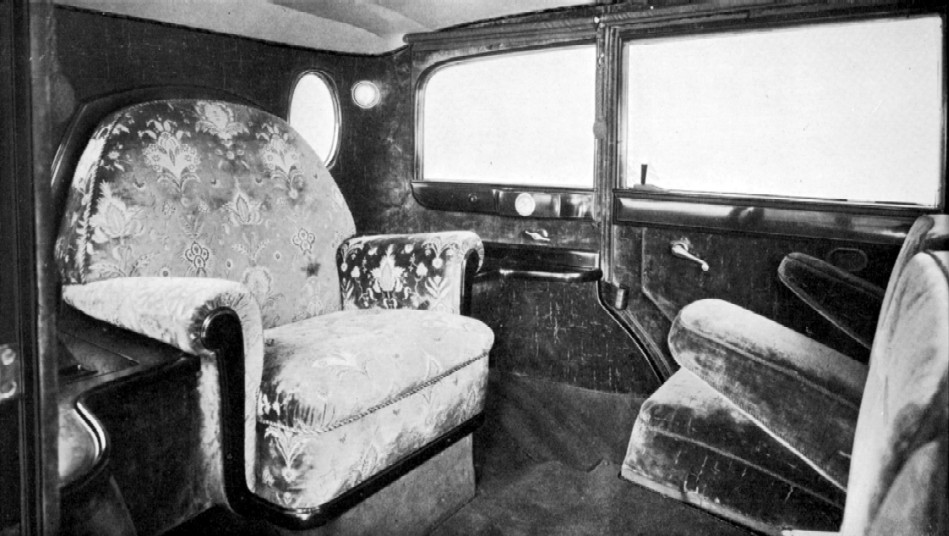
Interiér prvního Papamobilu z roku 1930

Pro sezónu 1929 firma svůj první osmiválcový model nechala značně přepracovat nově jmenovaným technickým ředitelem Hansem Nibelem. Výsledkem byl vůz s modernějším podvozkem, kdy podélné nosníky podvozku byly umístěny pod nápravami. Tím se usnadnilo nastupování do vozu a současně vůz získal elegantnější karoserií. Rozvor náprav zůstal beze změny.
Motor a většina ostatních technických podrobností zůstala beze změny. Zůstala í čtyřrychlostní manuální převodovka.
Dále se vyráběl i dvoudveřový kabriolet se zkráceným rozvorem 3430 mm. Zákazníci si ale často kupovali standardní šasi, na které si nechávali stavět karoserie na zakázku malými karosářskými firmami.
I přes rozsáhlé přepracování vozu v roce 1929 byl Mercedes-Benz W08 méně úspěšný, než konkurenční vůz Horch 8, který byl dobře zaveden na německém trhu luxusních osobních automobilů té doby, ačkoliv byl o něco menší a dražší než Mercedes-Benz. Tímto modelem ale Mercedes dosáhl toho, že dominance luxusních vozů Horch na trhu nebyla jednoznačná.
Automobil byl také prvním papamobilem. V roce 1930 darovala firma Daimler-Benz papeži Piovi XI. speciálně upravený vůz tohoto typu.

## Typ Nürburg 500 (1931–1933)
V roce 1931 byl vůz o rozvoru 3670 mm vybaven novým motorem o obsahu 4 918 cm³ s dvojitým spádovým karburátorem. Maximální výkon byl zvýšen na 100 k (74 kW) při 3 100 ot/min a nejvyšší rychlost zvýšena na 110 km/h. Vůz byl opět vyráběn v různých variantách, šestisedadlový "Pullman-Cabriolet F" za cenu 21 800 marek a dvou a čtyřdveřové modely "Cabriolet C" a "Cabriolet D".

## Typ 500 (1932–1936)
V roce 1932 vůz W08 ztratil jméno "Nürburg" a prodával se pouze jako Mercedes-Benz Typ 500. Motor o obsahu 4 918 cm3 s rozvodem SV včetně dvojitého spádového karburátoru zůstal beze změny, stejně jako čtyřstupňová převodovka a rozměry podvozku. Viditelnou změnou byla podoba chladiče a předního skla.
Mírně větší kola typu 500 umožňovala dosáhnout rychlosti až 120 km/h.

## Typ 500 (1936–1939)
V roce 1936 byl výkon motoru zvýšen na 110 k (81 kW) při 3 300 otáčkách za minutu. Objem válců v 4 918 cm3 se nezměnil, ale byl zvýšen kompresního poměr. Uváděná nejvyšší rychlost se zvýšila na 123 km/h. Vizuálně se vozy z roku 1936 liší zvětšeným sklonem přední mřížky a předního skla. Až do konce výroby měl vůz W08 tuhé nápravy a dřevěná kola.
Konkurenční vůz Horch 8 zmizel ze scény v roce 1935. Rovněž prodej osmiválcových automobilů Mercedes-Benz klesl. Roční objem prodeje osobních automobilů v Německu mezi lety 1931 a 1935 se více než ztrojnásobil, ale podíl velkých luxusních vozů byl minimální (roční objem výroby za léta 1936, 1937, 1938 a 1939 klesal na 87, 54, 50 a 51 vozů). Výroba modelu byla ukončena v roce 1939 bez přímého nástupce. Další osmiválec se v programu firmy Mercedes-Benz objevil až v roce 1963 (Mercedes-Benz 600).
Mercedes-Benz W08 nebyl nikdy určen k výrobě ve velkých sériích. V období mezi lety 1928 a 1939 bylo vyrobeno 3824 vozů. Jeho konkurent Horch prodal v letech 1926 až 1934 přibližně 12 000 vozů Horch 8.

## Mercedes-Benz W 08 v České republice
V šedesátých letech dvacátého století byl pardubickými nadšenci objeven vůz, model 460 z roku 1929. Byl zrekonstruován a v sedmdesátých letech byl v majetku Františka Moučky.

## Galerie

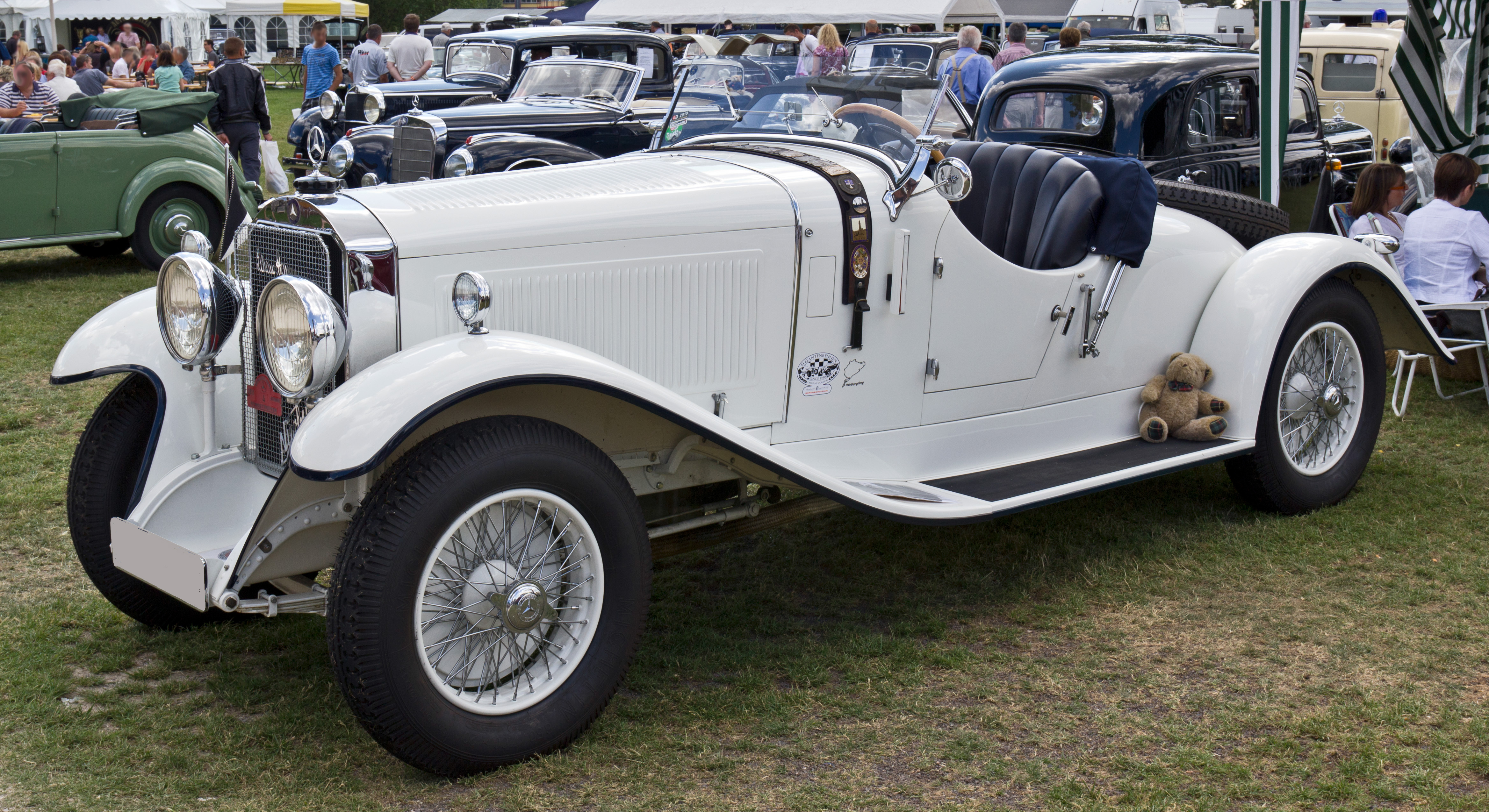
Model 460 K Sport-Roadster z roku 1929
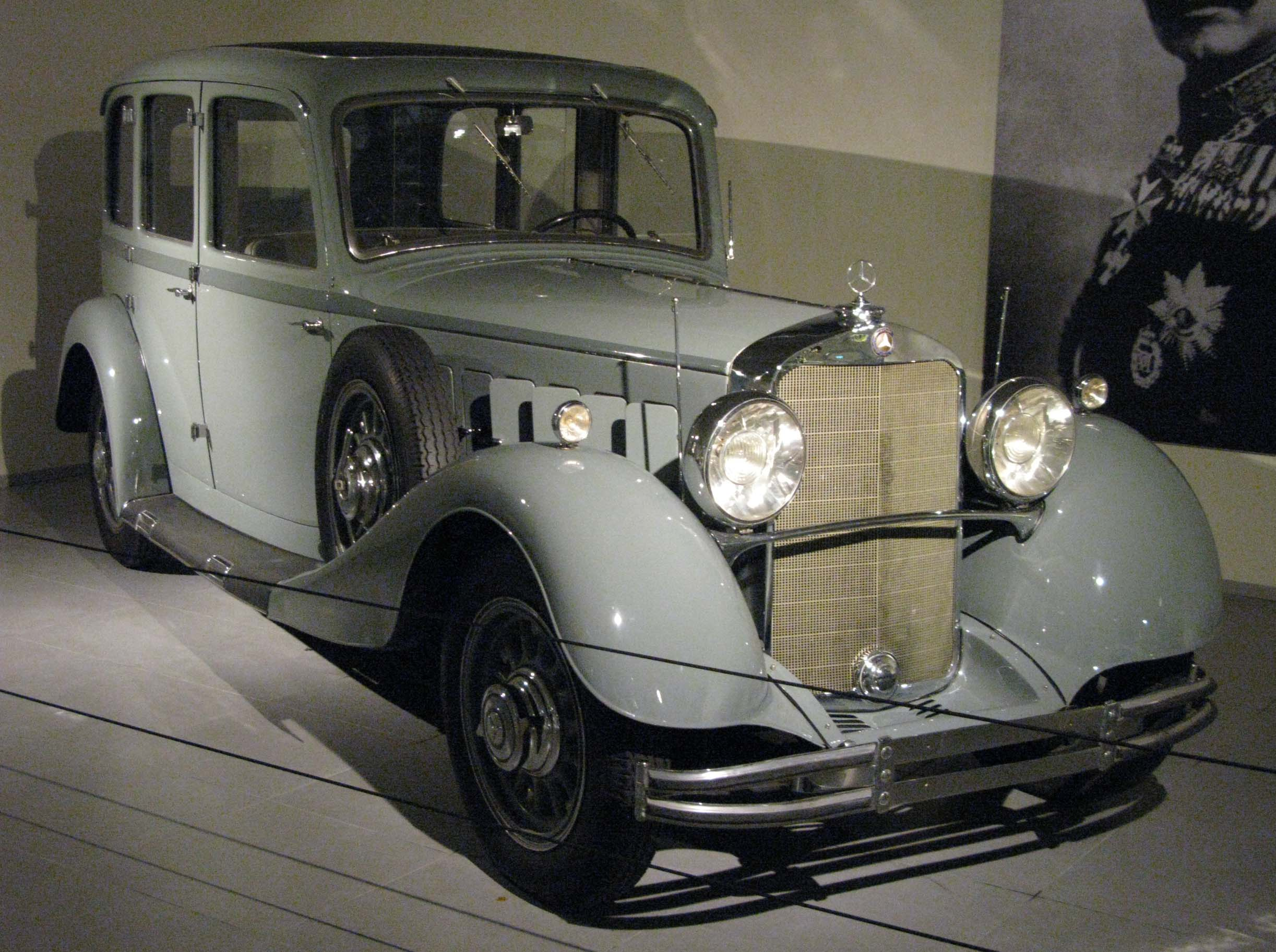
Model 500 z roku 1933
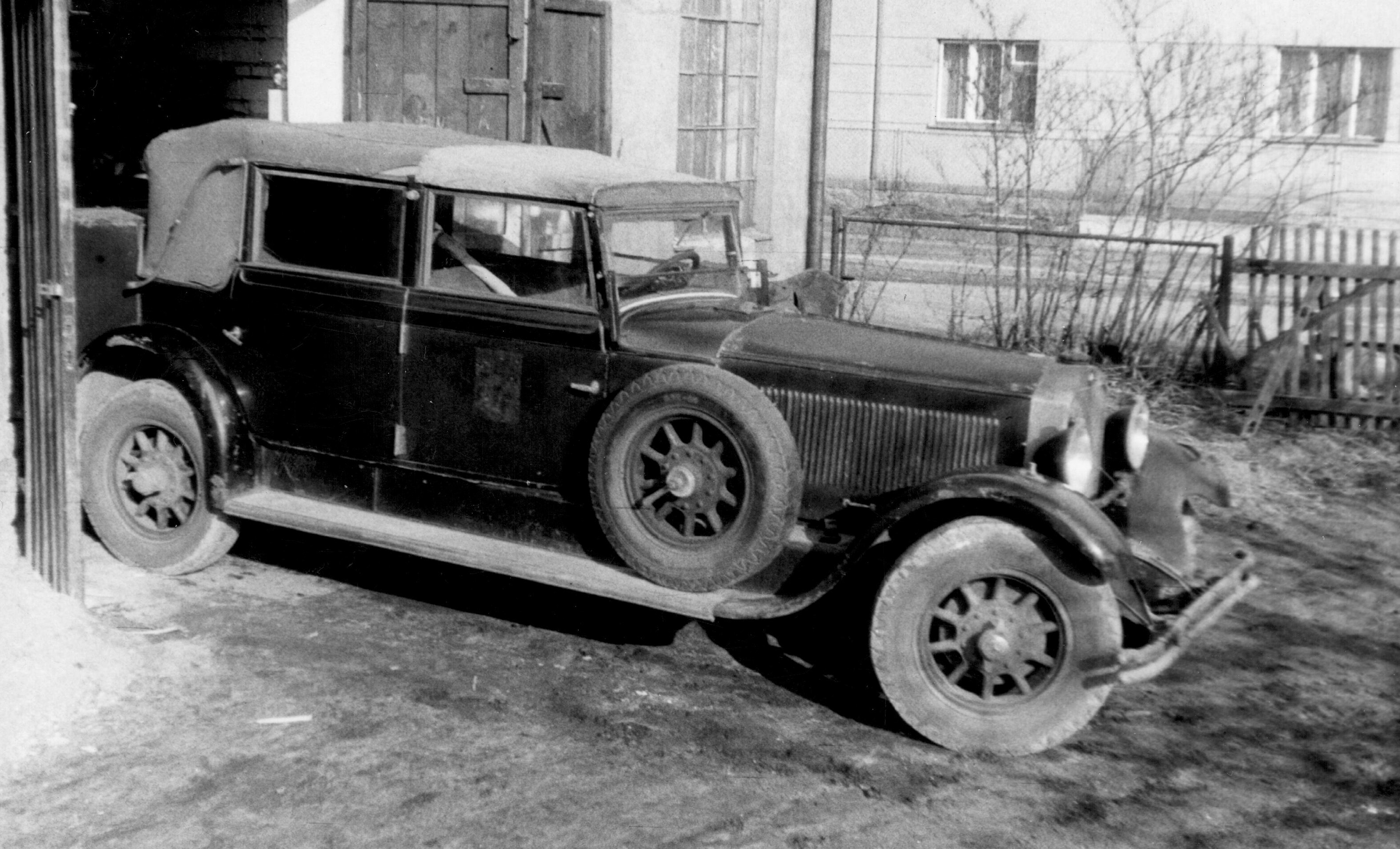
Model 460 ze sbírky Františka Moučky před rekonstrukcí (šedesátá léta 20. století)